# American Film Manufacturing Company
American Film Manufacturing Company, Incorporated est une société de production de cinéma américaine, créée en 1910 à Chicago, Illinois, connue également sous le nom « The Flying A Studios. » . En 1915, la société change de nom et prend celui d' American Film Company.

## Historique
Fondée à Chicago, la société de production déménage bientôt en Californie. D'août 1911 à juillet 1912, elle s'installe à La Mesa, dans le comté de San Diego. Sous la direction d'Allan Dwan, la société produit au cours de cette période plus de cinquante films dans la région de San Diego, sous le nom de The Flying A Studios. La plupart des films étaient des westerns et des comédies, avec quelques incursions dans le documentaire. Les studios sont ensuite transférés à Santa Barbara, toujours en Californie.
Les premiers financiers de la société étaient quatre hommes d'affaires du Midwest : Samuel Hutchinson, John Freuler, Charles Hite et Harry Aitken.
De 1910 à 1921, l' American Film Manufacturing Company a produit plus de mille films.

## Filmographie

### PériodeAmerican Film Manufacturing Company

#### 1910
- Romantic Redskins de Tom Ricketts

#### 1911
- Mrs. Gay Life's Visitors de Sam Morris
- The Gold Lust d'Allan Dwan

#### 1912
- A Midwinter Trip to Los Angeles d'Allan Dwan
- The Hidden Treasure de Wallace Reid

#### 1913
- Love and the Law de Wallace Reid
- The Fraud That Failed d'Allan Dwan
- Another Man's Wife d'Allan Dwan
- The Trail of Cards de Gilbert P. Hamilton
- Where Destiny Guides de Wallace Reid
- A Rose of Old Mexico de Wallace Reid
- The Latent Spark de Wallace Reid
- The Fugitive de Wallace Reid
- When the Light Fades de Wallace Reid
- Brother Love de Wallace Reid
- The Orphan's Mine de Wallace Reid
- The Renegade's Heart de Wallace Reid
- The Mute Witness de Wallace Reid
- On the Border de Wallace Reid
- The Ways of Fate, de Wallace Reid
- When Jim Returned de Wallace Reid
- The Tattooed Arm de Wallace Reid
- When Luck Changes de Wallace Reid
- A Modern Snare de Wallace Reid
- Youth and Jealousy de Wallace Reid
- The Kiss de Wallace Reid
- Via Cabaret de Wallace Reid
- Hearts and Horses de Wallace Reid
- A Foreign Spy de Wallace Reid

#### 1914
- Jim de Tom Ricketts
- The Miser's Policy de Tom Ricketts
- The Power of Light de Lorimer Johnston
- The Son of Thomas Gray de Lorimer Johnston
- Destinies Fulfilled de Lorimer Johnston
- Her Younger Sister de Frank Cooley
- Dad and the Girls de Frank Cooley
- As a Man Thinketh de Frank Cooley
- Love Knows No Law de Frank Cooley

### PériodeAmerican Film Company

#### 1915
- The Buzzard's Shadow
- In the Vale of Sorrow de Frank Cooley
- The Spirit of Giving de Frank Cooley
- A Girl and Two Boys de Frank Cooley
- Evan's Lucky Day de Frank Cooley
- Which Would You Rather Be? de Frank Cooley
- Mrs. Cook's Cooking de Frank Cooley
- The Happier Man de Frank Cooley
- The Constable's Daughter de Frank Cooley
- The Haunting Memory de Frank Cooley
- The Doctor's Strategy de Frank Cooley
- In the Mansion of Loneliness de Frank Cooley
- When the Fire Bell Rang de Frank Cooley
- The First Stone de Frank Cooley
- The Once Over de Frank Cooley
- Persistence Wins de Frank Cooley
- Oh, Daddy! de Frank Cooley
- No Quarter de Frank Cooley
- The Face Most Fair de Frank Cooley
- Dreams Realized de Frank Cooley
- Life's Staircase de Frank Cooley
- Naughty Henrietta de Frank Cooley
- A Deal in Diamonds de Frank Cooley
- The Sheriff of Willow Creek de Frank Cooley
- The Trail of the Serpent de Frank Cooley
- The Warning de Frank Cooley
- The Valley Feud de Frank Cooley
- The Diamond from the Sky de Jacques Jaccard et William Desmond Taylor
- The House of a Thousand Scandals de Tom Ricketts
- Infatuation
- The Miracle of Life

#### 1916
- And the Law Says
- April
- Bluff
- The Courtesan
- The Craving
- A Dream or Two Ago
- Dulcie's Adventure
- Dust
- Embers
- Faith
- The Girl O' Dreams
- The Highest Bid
- Immediate Lee de Frank Borzage
- The Inner Struggle
- The Innocence of Lizette
- Land o' Lizards de Frank Borzage
- Life's Blind Alley
- The Light
- Lone Star
- Lonesome Town
- Lord Loveland Discovers America
- The Love Hermit
- Lying Lips
- The Man from Manhattan
- The Man Who Would Not Die
- A Million for Mary
- The Other Side of the Door
- Overalls
- The Overcoat
- Peck O' Pickles
- Philip Holden -Xxx Waster
- Powder
- Purity
- Reclamation
- Revelations
- The Sable Blessing
- The Sign of the Spade
- Soul Mates
- The Strength of Donald Mckenzie
- The Thoroughbred
- Three Pals
- The Torch Bearer
- True Nobility
- The Twinkler
- The Undertow
- The Valley of Decision
- The Voice of Love
- The White Rosette
- A Woman's Daring
- Youth's Endearing Charm

#### 1917
- Annie-for-Spite
- Beloved Rogues
- Betty and the Buccaneers
- The Bride's Silence d'Henry King
- The Calendar Girl
- Charity Castle
- Environment (en)
- The Frame Up
- A Game of Wits
- La Gentille Intruse (The Gentle Intruder) de James Kirkwood Sr.
- The Gilded Youth
- Her Country's Call
- High Play
- The Masked Heart
- The Mate of the Sally Ann
- Melissa of the Hills
- My Fighting Gentleman
- New York Luck
- Peggy Leads the Way
- Pride and the Man
- The Rainbow Girl
- Sands of Sacrifice
- The Sea Master
- The Serpent's Tooth
- Shackles of Truth
- Snap Judgement
- Souls in Pawn
- Southern Pride
- The Upper Crust
- Whose Wife?

#### 1918
- Ann's Finish
- Beauty and the Rogue
- A Bit of Jade
- The Eyes of Julia Deep
- Fair Enough
- The Ghost of Rosy Taylor
- Impossible Susan
- In Bad
- Jilted Janet
- The Mantle of Charity
- The Midnight Trail
- Molly, Go Get 'Em
- Money Isn't Everything
- Powers That Prey
- The Primitive Woman
- Rosemary Climbs the Heights
- Social Briars
- The Square Deal

#### 1919
- The Amazing Impostor
- A Bachelor's Wife
- Charge It to Me
- Eve in Exile
- The Hellion
- The Intrusion of Isabel
- Put Up Your Hands
- Some Liar d'Henry King
- The Tiger Lily
- Yvonne from Paris

#### 1920
- The Dangerous Talent
- A Light Woman
- The Valley of Tomorrow d'Emmett J. Flynn
- The Week-End

#### 1921
- A Crook's Romance
- High Gear Jeffrey
- Payment Guaranteed
- Quick Action
- Sunset Jones

## Galerie

Publicités de 1916
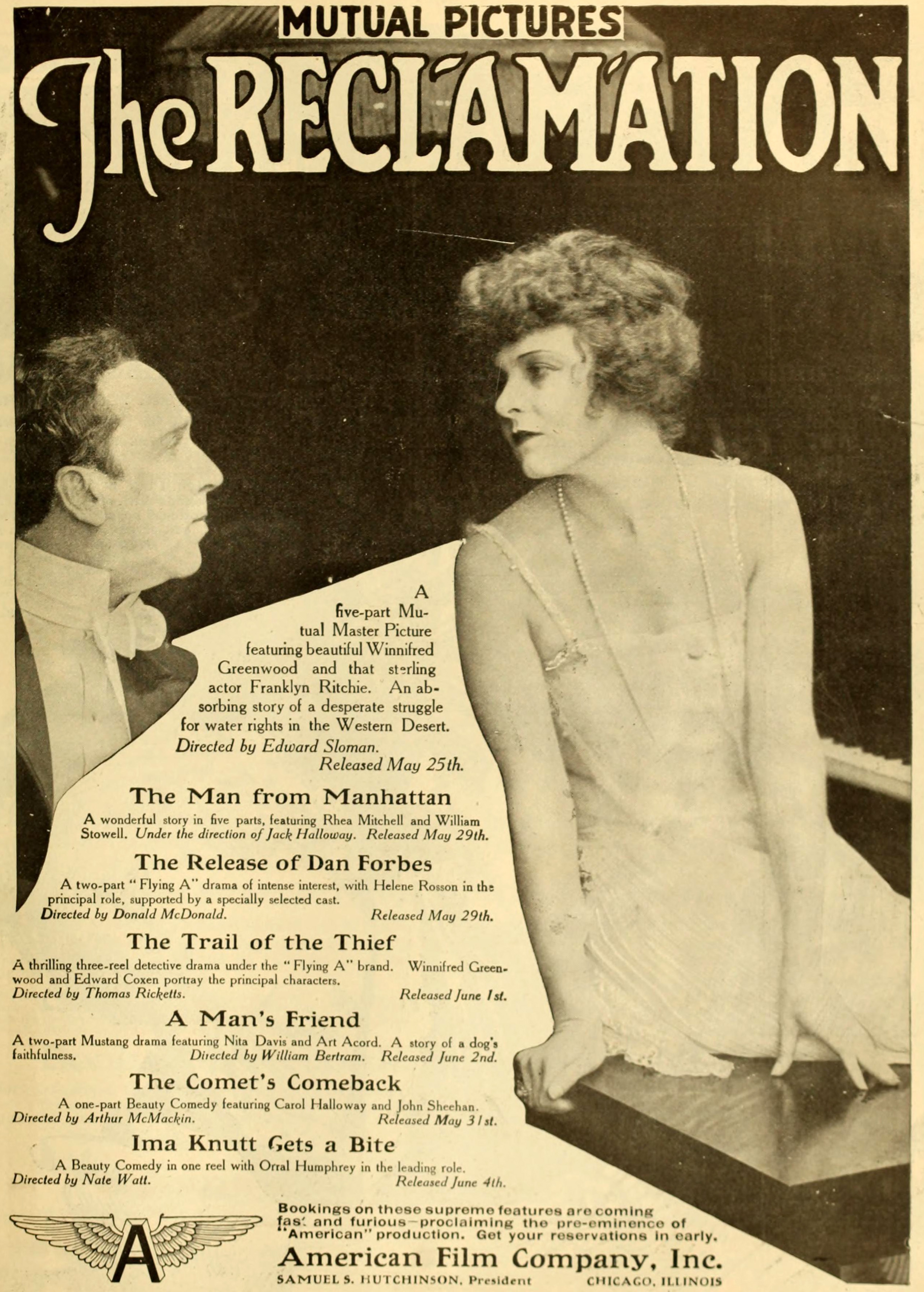
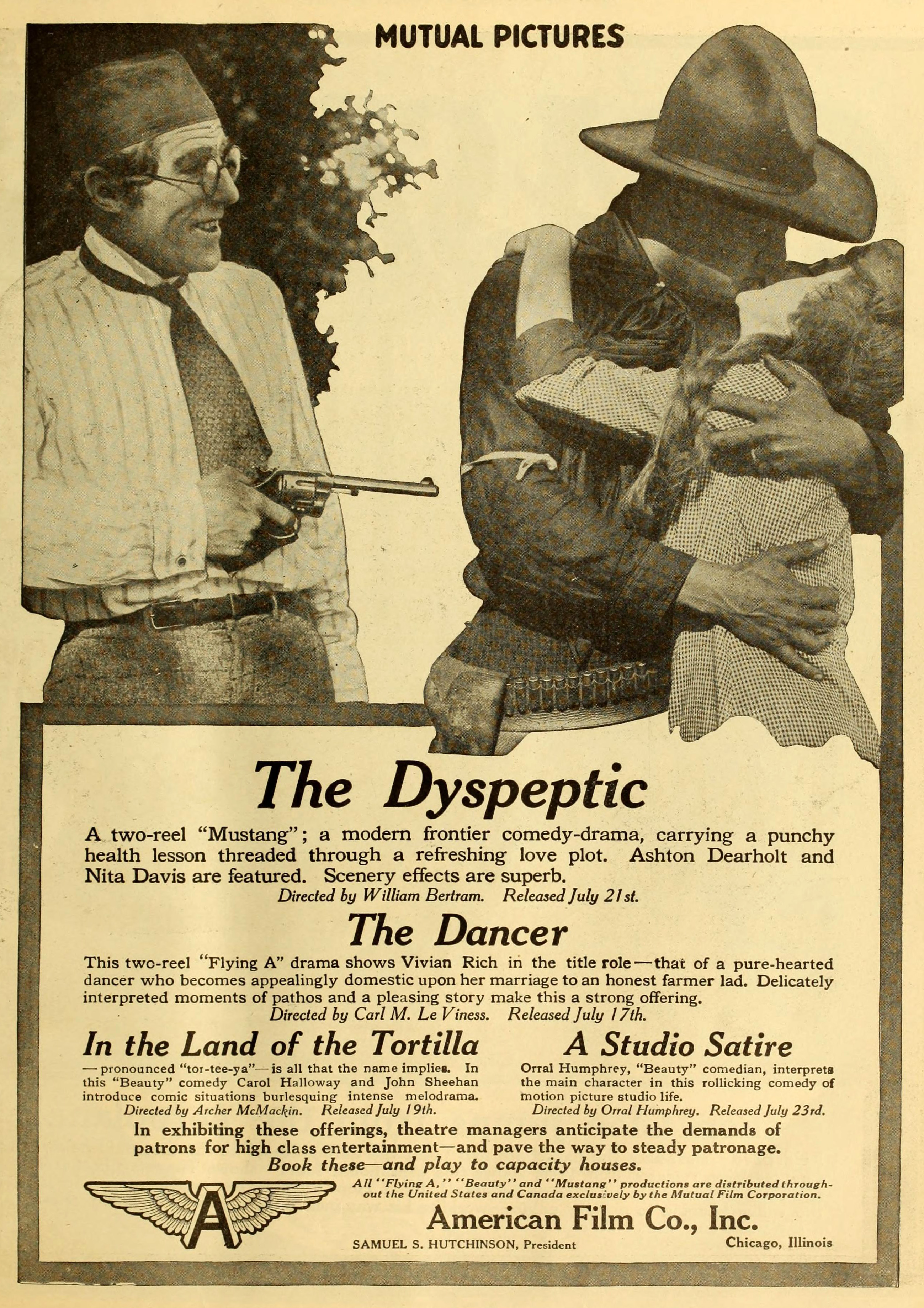
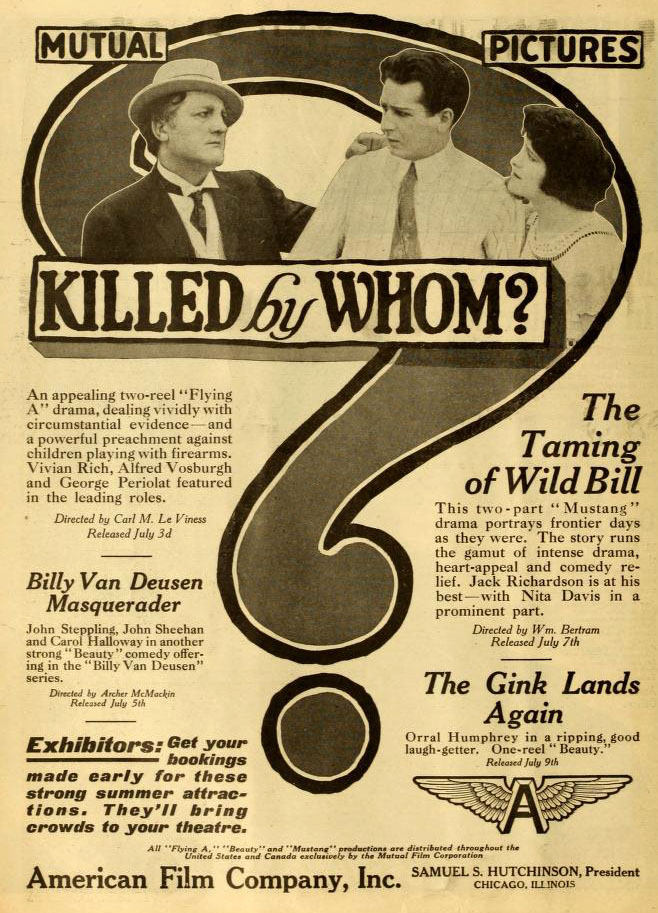
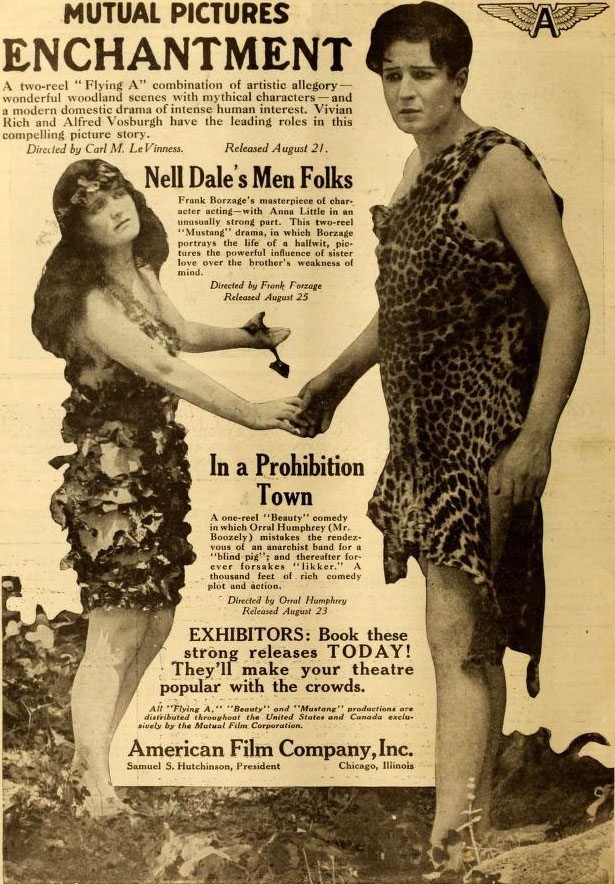
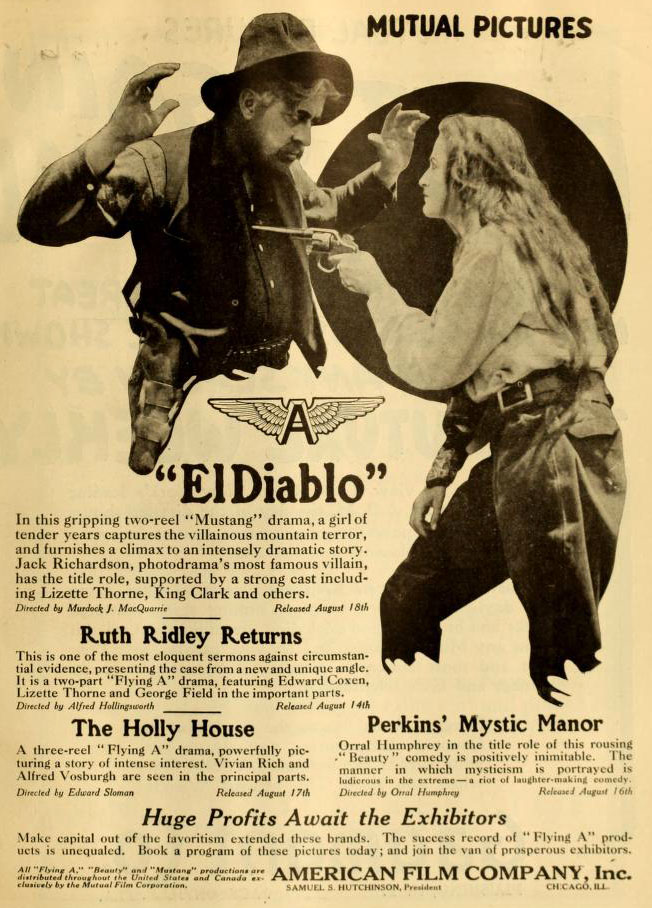